# 인간 사표를 써라 (1994년 영화)
"인간 사표를 써라"는 한국에서 제작된 권일수 감독의 1994년 영화이다. 이광수 등이 주연으로 출연하였다.

## 출연

### 주연
- 이광수
- 황정리